# Сухарнова Ольга Леонідівна
Сухарнова Ольга Леонідівна (14 лютого 1955) — радянська баскетболістка.
Олімпійська чемпіонка 1976, 1980 років.